# Домбровский, Иван Грацианович
Иван Грацианович Домбровский, он же Джон Д. Грэм (англ. John D. Graham; 1881[…] или 1887[…], Киев — 21 июня 1961[…], Лондон) — американский художник-модернист.

## Биография
Родился в дворянской семье. Сын присяжного поверенного Грациана-Игнатия Домбровского и Юзефы Бржезинской. Потомок Яна Генрика Домбровского. Изучал юриспруденцию в университете св. Владимира с 1908 по 1912, недолго служил в земстве во Владимирской губернии. Во время Первой мировой войны был призван в армию, служил в Черкасском конном полку, воевал на Румынском фронте и был награждён Георгиевским крестом III и IV степени за храбрость. В 1918 году был арестован советскими органами за контрреволюционную деятельность (дело савинковской организации «Союз защиты родины и свободы»). Бежал на родину матери, в Польшу. В 1920 году вместе со своей второй женой Верой и её сыном Николаем эмигрировал в США. Здесь начал называть себя Джоном и при получении американского гражданства в 1927 году принял имя Джон Д. Грэм.
Следуя совету художника Ашканской школы, Джона Ф. Слоана, изучал живопись в нью-йоркской Художественной студенческой лиге.
В 1925 году вместе с третьей женой, художницей Элинор Гибсон, переехал в Балтимор. Здесь он присоединился к группе художников-модернистов, участвовал в их выставке в феврале 1926 года. Начав сотрудничать с нью-йоркскими художниками-авангардистами, стал выступать не только как художник, но и как организатор. Так, в 1942 году в нью-йоркской галерее Мак-Миллана он организовал групповую выставку с участием работ таких европейских художников как Пикассо, Модильяни, Матисс и Брак и ряда американских (или работавших в США) — Ли Краснер, Виллема де Кунинга, Джексона Поллока (это была первая выставка Поллока в Нью-Йорке).
С 1927 года его покровителем был Дункан Филипс, который помог организовать художнику в 1929 году выставку в своей галерее, а в годы Великой Депрессии поддерживал Грэма стипендией, а в 1931 году с его помощью Грэм устроился на место преподавателя в колледже Wells, Нью-Йорк.
Выступал в Нью-Йорке с лекциями о современном искусстве и модернизме в живописи. Коллекционировал предметы африканского искусства, затем продал свою коллекцию галерее Rains. В 30-е годы увлекается теорией искусства и преподаванием и пишет в 1937 году книгу «Система и диалектика в искусстве», как краткий курс вопросов и ответов на большой спектр тем. Также в это время публикует статью Пикассо и примитивное искусство. В книге и статье он высказывает мысль о том, что абстрактная живопись является высшей и наиболее трудной формой живописи. Однако уже через 10 лет его увлечение абстракционизмом и примитивизмом, доколумбовой индейской живописью отходит в прошлое. Его считали одним из основателей абстрактно-экспрессионистского направления в живописи США. Но в 40-х годах Грэм пишет в ином стиле, тяготея ближе к сюрреализму, но сохраняя себя как фигуративный художник. С начала 40-х подписывает свои работы новым псевдонимом: Ioannus Magus.

## Личная жизнь
Первая супруга — Маковская Мария Игнатьевна, от которой у Грэма было двое детей, Мария и Кирилл. Они остались жить в Москве и Грэм переписывался с ними до конца жизни. Со второй супругой, Верой Александровной, состоял в браке с 1918 по 1924, у них был сын Николай. С 1924 по 1934 был в браке с Элинор Гибсон, от которой у Грэма был сын Дэвид. С 1936 по 1945 состоял в браке с Контанс Веллман, последней его супругой была Мариан Стрейт, скончавшаяся в 1955 году.

## Творчество
Джон Грэм, наряду со Стюартом Дэвисом и Хансом Хофманом, был одним из немногих художников, сохранивших определённую верность фигуративной живописи в годы расцвета абстрактного экспрессионизма в США. Художник был в дружеских отношениях с Пабло Пикассо и с рядом других французских и русских художников-модернистов. Работал в разной стилистике, создавая портреты, натюрморты в стиле кубизма, футуризма и реализма. В 1940-е годы создал серию картин о солдатской жизни в манере примитивистов, эти работы восходили к творчеству Михаила Ларионова. В конце жизни писал женские портреты и создавал сюрреалистические переложения известных классических картин, его стиль отличается декадентской элегантностью.
Творчество Грэма оказало влияние на искусство таких мастеров, как Аршиль Горки, Виллем де Кунинг, Марк Ротко, Джексон Поллок, Ли Краснер, Дэвид Смит.
Проведены персональные выставки: в 1928 в галерее L. Zborovsky, Париж, в 1929 и 1931 в Dudensing, Нью-Йорк, в 1930 в Van Leer, Париж, в 1941 — Artists, Нью-Йорк, в 1945 — Mortimer Brandt, Нью-Йорк и в 1954 — в Stable, Нью-Йорк. Также участвовал в выставке «Абстрактное искусство в Америке», проведённой в 1935 в Музее американского искусства Уитни. В 40-е организовал выставку «Французские и американские живописцы».
После смерти художника выставки его работ проводились в 1961 году в галерее Mayer, Художественном институте Чикаго в 1963 году, в музеях в Нью-Йорке, Хьюстоне и Вашингтоне в 1968, 1969 и 1987 годах. Его работы в основном хранятся в Вашингтонской галерее Philips Memorial, литературные неопубликованные тексты находятся в Смитсоновских Архивах современного искусства.

## Книги
- Джон Грэм. Система и диалектика в искусстве. — Париж, 1937.

## Галерея
- Работы на сайте ArtNet
- Избранные работы
- Работы в коллекции Института Искусств в Чикаго
- Влияние Джона Грэма на американских авангардистов (Выставка в галерее Addison, в Эндовере, Массачусетс; сентябрь-декабрь 2012)